# Chiến tranh Ý 1494–1495
Chiến tranh Ý lần thứ nhất, hay còn được gọi là Chiến tranh Ý 1494 hoặc Chiến tranh Ý của Charles VIII, là giai đoạn mở đầu của các cuộc chiến tranh Ý. Cuộc chiến diễn ra giữa môt bên là Charles VIII của Pháp (ban đầu được viện trợ bởi Milano) chống lại Liên minh Venice dưới sự lãnh đạo của Giáo hoàng Alexanđê VI bao gồm Đế quốc La Mã thần thánh, Vương quốc Tây Ban Nha và các quốc gia Ý.